# Coppa del Mondo di combinata nordica 2018
La Coppa del Mondo di combinata nordica 2018, trentacinquesima edizione della manifestazione organizzata dalla Federazione Internazionale Sci, è iniziata il 24 novembre 2017 a Kuusamo, in Finlandia, e si è conclusa il 25 marzo 2018 a Schonach im Schwarzwald, in Germania. Nel corso della stagione si sono svolti a Pyeongchang i XXIII Giochi olimpici invernali, non validi ai fini della Coppa del Mondo, il cui calendario ha contemplato dunque un'interruzione nel mese di febbraio.
Sono state disputate 26 delle 28 gare in programma a inizio stagione, in 12 diverse località: 22 individuali Gundersen, 3 a squadre (1 in formula 4x5 km e 2 sprint a coppie); 8 gare si sono svolte su trampolino normale, 18 su trampolino lungo.
Il giapponese Akito Watabe si è aggiudicato la coppa di cristallo, il trofeo assegnato al vincitore della classifica generale; non sono state stilate classifiche di specialità. Il tedesco Eric Frenzel era il detentore uscente della Coppa generale.

## Risultati
| Data                   | Località                | Nazione   | Trampolino                  | Spec.            | Primo                                                                | Secondo                                                            | Terzo                                                                     |
| ---------------------- | ----------------------- | --------- | --------------------------- | ---------------- | -------------------------------------------------------------------- | ------------------------------------------------------------------ | ------------------------------------------------------------------------- |
| 24 novembre 2017       | Kuusamo                 | Finlandia | Rukatunturi HS142           | IN LH/5 km       | Espen Andersen                                                       | Jan Schmid                                                         | Akito Watabe                                                              |
| 25 novembre 2017       | Kuusamo                 | Finlandia | Rukatunturi HS142           | IN LH/10 km      | Akito Watabe                                                         | Eero Hirvonen                                                      | Johannes Rydzek                                                           |
| 26 novembre 2017       | Kuusamo                 | Finlandia | Rukatunturi HS142           | IN LH/10 km      | Johannes Rydzek                                                      | Eric Frenzel                                                       | Eero Hirvonen                                                             |
| 2 dicembre 2017        | Lillehammer             | Norvegia  | Lysgårdsbakken HS100        | T NH/4x5 km      | Norvegia Jan Schmid Espen Andersen Jarl Magnus Riiber Jørgen Graabak | Germania Eric Frenzel Johannes Rydzek Vinzenz Geiger Fabian Rießle | Francia François Braud Maxime Laheurte Antoine Gérard Jason Lamy-Chappuis |
| 3 dicembre 2017        | Lillehammer             | Norvegia  | Lysgårdsbakken HS138        | IN LH/10 km      | Espen Andersen                                                       | Jan Schmid                                                         | Jørgen Graabak                                                            |
| 16 dicembre 2017       | Ramsau am Dachstein     | Austria   | W90-Mattensprunganlage HS96 | IN NH/10 km      | Eric Frenzel                                                         | Johannes Rydzek                                                    | Jan Schmid                                                                |
| 17 dicembre 2017       | Ramsau am Dachstein     | Austria   | W90-Mattensprunganlage HS96 | IN NH/10 km      | Fabian Rießle                                                        | Alessandro Pittin                                                  | Eero Hirvonen                                                             |
| 6 gennaio 2018         | Otepää                  | Estonia   | Tehvandi HS100              | IN NH/10 km      | annullata                                                            | annullata                                                          | annullata                                                                 |
| 7 gennaio 2018         | Otepää                  | Estonia   | Tehvandi HS100              | T SP NH/2x7,5 km | annullata                                                            | annullata                                                          | annullata                                                                 |
| 12 gennaio 2018        | Val di Fiemme           | Italia    | Giuseppe Dal Ben HS135      | IN LH/10 km      | Jørgen Graabak                                                       | Johannes Rydzek                                                    | Lukas Klapfer                                                             |
| 13 gennaio 2018        | Val di Fiemme           | Italia    | Giuseppe Dal Ben HS135      | T SP LH/2x7,5 km | Germania II Eric Frenzel Vinzenz Geiger                              | Germania I Fabian Rießle Johannes Rydzek                           | Norvegia Mikko Kokslien Magnus Moan                                       |
| 14 gennaio 2018        | Val di Fiemme           | Italia    | Giuseppe Dal Ben HS135      | IN LH/15 km      | Jan Schmid                                                           | Lukas Klapfer                                                      | Johannes Rydzek                                                           |
| 20 gennaio 2018        | Chaux-Neuve             | Francia   | La Côté Feuillée HS118      | IN LH/10 km      | Jan Schmid                                                           | Akito Watabe                                                       | Ilkka Herola                                                              |
| 21 gennaio 2018        | Chaux-Neuve             | Francia   | La Côté Feuillée HS118      | T LH/4x5 km      | Norvegia Jan Schmid Espen Andersen Jarl Magnus Riiber Jørgen Graabak | Germania Eric Frenzel Fabian Rießle Johannes Rydzek Vinzenz Geiger | Finlandia Leevi Mutru Arttu Mäkiaho Ilkka Herola Eero Hirvonen            |
| Nordic Combined Triple |                         |           |                             |                  |                                                                      |                                                                    |                                                                           |
| 26 gennaio 2018        | Seefeld in Tirol        | Austria   | Toni Seelos HS109           | IN NH/5 km       | Akito Watabe                                                         | Jarl Magnus Riiber                                                 | Fabian Rießle                                                             |
| 27 gennaio 2018        | Seefeld in Tirol        | Austria   | Toni Seelos HS109           | IN NH/10 km      | Akito Watabe                                                         | Vinzenz Geiger                                                     | Jarl Magnus Riiber                                                        |
| 28 gennaio 2018        | Seefeld in Tirol        | Austria   | Toni Seelos HS109           | IN NH/15 km      | Akito Watabe                                                         | Jarl Magnus Riiber                                                 | Fabian Rießle                                                             |
| 3 febbraio 2018        | Hakuba                  | Giappone  | Hakuba HS134                | IN LH/10 km      | Akito Watabe                                                         | Jan Schmid                                                         | Manuel Faißt                                                              |
| 4 febbraio 2018        | Hakuba                  | Giappone  | Hakuba HS134                | IN LH/10 km      | Jan Schmid                                                           | Kristjan Ilves                                                     | Akito Watabe                                                              |
| 3 marzo 2018           | Lahti                   | Finlandia | Salpausselkä HS130          | T SP LH/2x7,5 km | Austria I Wilhelm Denifl Bernhard Gruber                             | Norvegia I Jan Schmid Jørgen Graabak                               | Finlandia I Eero Hirvonen Ilkka Herola                                    |
| 4 marzo 2018           | Lahti                   | Finlandia | Salpausselkä HS130          | IN LH/10 km      | Johannes Rydzek                                                      | Vinzenz Geiger                                                     | Jørgen Graabak                                                            |
| 10 marzo 2018          | Oslo Holmenkollen       | Norvegia  | Holmenkollen HS134          | IN LH/10 km      | Akito Watabe                                                         | Fabian Rießle                                                      | Mario Seidl                                                               |
| 13 marzo 2018          | Trondheim               | Norvegia  | Granåsen HS140              | IN LH/10 km      | Eric Frenzel                                                         | Akito Watabe                                                       | Fabian Rießle                                                             |
| 14 marzo 2018          | Trondheim               | Norvegia  | Granåsen HS140              | IN LH/10 km      | Fabian Rießle                                                        | Jarl Magnus Riiber                                                 | Eero Hirvonen                                                             |
| 17 marzo 2018          | Klingenthal             | Germania  | Vogtland Arena H140         | IN LH/10 km      | Fabian Rießle                                                        | Eero Hirvonen                                                      | Akito Watabe                                                              |
| 18 marzo 2018          | Klingenthal             | Germania  | Vogtland Arena H140         | IN LH/10 km      | Fabian Rießle                                                        | Johannes Rydzek                                                    | Akito Watabe                                                              |
| 24 marzo 2018          | Schonach im Schwarzwald | Germania  | Langenwaldschanze H106      | IN NH/10 km      | Akito Watabe                                                         | Jarl Magnus Riiber                                                 | Bernhard Gruber                                                           |
| 25 marzo 2018          | Schonach im Schwarzwald | Germania  | Langenwaldschanze H106      | IN NH/15 km      | Akito Watabe                                                         | Jarl Magnus Riiber                                                 | Fabian Rießle                                                             |

Legenda:

IN = individuale Gundersen

SP = sprint

T = gara a squadre

NH = trampolino normale

LH = trampolino lungo

## Classifiche

### Generale
| Pos. | Nome               | Nazione   | Punti |
| ---- | ------------------ | --------- | ----- |
| 1    | Akito Watabe       | Giappone  | 1495  |
| 2    | Jan Schmid         | Norvegia  | 1133  |
| 3    | Fabian Rießle      | Germania  | 1087  |
| 4    | Johannes Rydzek    | Germania  | 849   |
| 5    | Jørgen Graabak     | Norvegia  | 830   |
| 6    | Eero Hirvonen      | Finlandia | 755   |
| 7    | Jarl Magnus Riiber | Norvegia  | 669   |
| 8    | Eric Frenzel       | Germania  | 622   |
| 9    | Espen Andersen     | Norvegia  | 593   |
| 10   | Ilkka Herola       | Finlandia | 500   |

### Nazioni
| Pos. | Nazione     | Punti |
| ---- | ----------- | ----- |
| 1    | Germania    | 5033  |
| 2    | Norvegia    | 4903  |
| 3    | Austria     | 2944  |
| 4    | Giappone    | 2896  |
| 5    | Finlandia   | 2247  |
| 6    | Francia     | 1515  |
| 7    | Italia      | 515   |
| 8    | Estonia     | 270   |
| 9    | Rep. Ceca   | 264   |
| 10   | Stati Uniti | 234   |